# Academia Raetica
Die Academia Raetica mit Sitz in Davos ist die Vereinigung zur Förderung von Wissenschaft, Forschung und Bildung im Graubünden und seiner Umgebung. Zu ihren Mitgliedern zählen dreissig Forschungsinstitute, Hochschulen und Kliniken. Sie wurde 2006 gegründet mit dem Zweck, den wissenschaftlichen Nachwuchs zu fördern, ihre Mitglieder miteinander zu vernetzen und deren Interessen in der Politik und Öffentlichkeit zu vertreten.

## Auftrag
Die Academia Raetica fördert auf der Basis eines Leistungsauftrags des Kantons Graubünden die Fort- und Weiterbildung, Arbeit und Entwicklung von Wissenschaftlerinnen und Wissenschaftlern durch überfachliche Kurs- und Vernetzungsangebote. Sie vernetzt und unterstützt ihre Mitglieder in Kooperationsprojekten untereinander wie auch mit Forschungseinrichtungen ausserhalb des Kantons. Sie kommuniziert mit kantonalen Ämtern sowie Industriepartnern und fördert den Dialog zwischen den Disziplinen. Zudem informiert sie Öffentlichkeit und Politik über die soziale und wirtschaftliche Bedeutung der Forschung im Kanton. Sie unterstützt die Regierung bei der Umsetzung ihrer Hochschul-, Forschungs- und Innovationsstrategie. Die Academia Raetica wurde zuletzt 2018 durch die Schweizerische Agentur für Akkreditierung und Qualitätssicherung evaluiert.

## Tätigkeiten
•	Überfachliche Weiterbildungskurse
•	Information und Beratung für Wissenschaftlerinnen und Wissenschaftler, die neu in den Kanton ziehen
•	Öffentlichkeitsarbeit 
•	Information für Forschende, Institutionen, Politik und Bevölkerung
•	Kongress «Graubünden forscht» für die Vernetzung und den Austausch unter Forschenden aus verschiedenen Institutionen und Disziplinen (nächste Austragung 2024)
•	Vertretung in regionalen Entwicklungsprojekten
•	Lancierung und Bearbeitung von gemeinsamen Projekten der Mitgliedsinstitutionen

## Mitglieder und Partnerinstitutionen

### Einzelmitglieder
Einzelmitglieder des Vereins sind natürliche Personen, die sich für den Vereinszweck interessieren. Dazu gehören Gründungsmitglieder und weitere Mitglieder.

### Forschungsinstitutionen
- AO Foundation, Davos
- AO Education Institute, Davos
- AO Research Institute, Davos
- Cardio-CARE AG, Davos
- Christine Kühne – Center for Allergy Research and Education, Davos
- CSEM Landquart
- Institut dal Dicziunari Rumantsch Grischun, Chur
- Institut für Kulturforschung Graubünden, Chur
- Physikalisch-Meteorologisches Observatorium Davos, Davos
- Schweizerisches Forschungsinstitut für Hochgebirgsklima und Medizin, Davos
- Schweizerischer Nationalpark, Zernez
- Schweizerisches Institut für Allergie- und Asthmaforschung, Davos
- Stiftung für Gastroenterologische Chirurgie, Davos
- Swiss Research Institute for Sports Medicine SRISM
- WSL-Institut für Schnee- und Lawinenforschung SLF, Davos

### Hochschulen
- Fachhochschule Graubünden, Chur
- Pädagogische Hochschule Graubünden, Chur
- Theologische Hochschule Chur
- SUPSI, Manno/Ticino
- THIM – Die internationale Hochschule für Physiotherapie, Landquart

### Kliniken
- Clinica Holistica Engiadina, Susch
- Departement Chirurgie, Kantonsspital Graubünden, Chur
- Departement Frauenklinik, Kantonsspital Graubünden, Chur
- Departement Innere Medizin, Kantonsspital Graubünden, Chur
- Hochgebirgsklinik Davos, Davos
- Klinik für Neurologie und Neurorehabilitation, Kliniken Valens, Valens
- Klinik für Rheumatologie und muskuloskelettale Rehabilitation, Kliniken Valens, Pfäfers
- Psychiatrische Dienste Graubünden, Chur
- Spital Davos, Davos

### Partnerinstitutionen
- Davos Destinations Organisation, Davos
- Frauenkulturarchiv Graubünden, Chur
- Gemeinde Davos
- Gemeinde Landquart
- Gehirn- und Traumastiftung Graubünden, Chur
- ibW Höhere Fachschule Südostschweiz
- Lab42, Davos
- Private Universität im Fürstentum Liechtenstein, Triesen
- UNESCO-Welterbe Tektonikarena Sardona, Sargans
- Verein Bündner Pärke, Wergenstein
- Wissensstadt Davos
- ZHAW Institut für Umwelt und Natürliche Ressourcen IUNR, Wergenstein